# آن وارتون
آن وارتون ولدت 20 يوليو 1659 وتوفت في 29 أكتوبر 1685 هي شاعرة إنجليزية وكاتبة مسرحية شعرية. لم يُنشر لها سوى القليل من أعمالها خلال حياتها، لكن نُسبت إليها حوالي 45 قطعة.